# Susa (genre)
Susa is een Surinaams spel in dansvorm dat muzikaal begeleid wordt met een kwakwabangi, apinti (of pudja), langadron, dawra en sakka.
De stijl wordt voornamelijk door mannen gedanst die tegenover elkaar staan. De voetbewegingen worden van tevoren afgesproken en zijn het belangrijkst in de dans. Wie zich in de danspas vergist maakt plaats voor een volgende danser. Dit element heeft gelijkenissen met de Braziliaanse capoeira. In het verleden werd de susa wel als een sport gezien en werden er wedstrijden gehouden tussen deelnemers van verschillende plantages.